# 聯合城足球會
聯合城足球會（United City F.C.）是菲律賓西內格羅省巴科洛德的職業足球會，原名為塞列斯尼格羅斯足球會，成立於2012年。現時參與菲律賓足球聯賽。

## 亞洲賽
2015年亞洲足協盃附加賽圈，塞列斯敗於馬爾代夫的馬茲亞出局。
2016年亞洲足協盃小組賽，塞列斯以E組首名晉級。在16強賽塞列斯敗於香港的南華足球隊出局。
2017年亞洲足協盃小組賽，塞列斯以G組首名晉級。在区域半决赛淘汰馬來西亞的柔佛DT，再於区域决赛擊敗新加坡的内政联進入跨区半决赛，被塔吉克的伊提洛爾足球會淘汰出局。
2018年亞足聯冠軍聯賽，塞列斯在预选赛第一轮淘汰2017年缅甸国家足球联赛冠军掸联，第二轮淘汰2016–17年澳大利亚A联赛常规赛季军布里斯班狮吼，晉級附加赛轮。
2018年1月30日星期二晚上2018年亞足聯冠軍聯賽附加賽作客中國天津權健以零比二敗北。需要降格參加2018年亞洲足協盃東南亞賽區。
2020年，名字改為聯合城足球會（United City F.C.）。

## 球隊榮譽

球會舊標誌

- 菲律賓足球聯賽冠軍：2017、2018、2019、2020
- 菲律賓全國甲組足球聯賽冠軍：2015
- 菲律賓全國乙組足球聯賽冠軍：2014
- 菲律賓足球聯盟國家男子公開錦標賽冠軍: 2012-13, 2013-14[3]

## 外部連結
- 官方网站